# Устимович, Николай Ильич
Никола́й Ильи́ч Устимо́вич (1866 — 1918) — офицер Русской императорской армии, полковник (1913), участник Русско-японской и Первой мировой войн.

## Биография
Из потомственных дворян Московской губернии. Православного вероисповедания.
По окончании полного курса в Оренбургской прогимназии, 10.10.1880 вступил в военную службу в Башкирский конный полк рядовым на правах вольноопределяющегося 3-го разряда и 17.10.1880 года командирован на учёбу в Оренбургское юнкерское училище; 18.12.1881 произведен в унтер-офицеры, поскольку Башкирский конный полк был расформирован, 11.12.1882 переведен в 17-й драгунский полк.
26.08.1883 — переведен в Тверское кавалерийское училище. 03.11.1883 — отчислен из училища «за неуспех в науках» (не выдержал переводного экзамена в старший класс) и был отправлен в полк, с правом держать экзамен в старший класс в 1884 году и держать офицерский экзамен в 1885 году. По распоряжению Главного штаба, 25.05.1884 был переведен в 6-й Туркестанский линейный батальон (Самарканд) и исключён из списков полка.
01.06.1885 — командирован в Ташкент для держания экзамена в комиссии при Окружном Штабе Туркестанского военного округа на производство в офицеры, вместо этого изъявил желание подвергнуться экзамену на поступление в юнкерское училище, который и выдержал. 26.09.1885 — командирован в Казанское пехотное юнкерское училище, но в таковое не был принят.
29.05.1886 — командирован в Ташкент для держания экзамена в комиссии при Окружном Штабе на производство в офицеры, — экзамена не выдержал и прибыл обратно в батальон.
22.05.1887 — командирован в Ташкент для держания экзамена при Окружном Штабе Туркестанского военного округа на производство в первый офицерский чин, — экзамен на право производства в офицеры 2-го разряда выдержал и 09.06.1887 был переименован в подпрапорщики.
29.10.1887 — переведен в 11-й Туркестанский линейный батальон; 14.01.1888 — переведен в 19-й Туркестанский линейный батальон; в сентябре 1888 года, согласно распоряжению Главного штаба, переведен в 3-й Туркестанский линейный батальон.
17.09.1888 — произведен в подпоручики; 01.05.1893 — произведен, на вакансию, в поручики. Был заведующим офицерской столовой, временно исполнял должность делопроизводителя по хозяйственной части.
07.07.1895 — переведен в отдельный 1-й Уссурийский железнодорожный батальон (Владивосток); назначен на должность батальонного адъютанта.
28.10.1896 — был назначен исполняющим должность начальника станции Спасская Южно-Уссурийской железной дороги; 15.03.1898 — переведен на должность начальника станции Никольское той же железной дороги. В ноябре-декабре 1900 года был прикомандирован к представителю Управления Уссурийской железной дороги в Петербурге (по делам рассмотрения сметы на 1901 год).
30.12.1900 — переведен во 2-й Закаспийский железнодорожный батальон (Мерв, Бухарский эмират). Приказом по Среднеазиатской казённой железной дороге от 24.04.1901 был назначен на должность ревизора станционного счетоводства.
15.07.1901 — произведен, за выслугу лет, в штабс-капитаны В феврале 1902 года был назначен ревизором службы движения 4-го участка (затем, с 15.07.1902, — 5-го участка, затем, с 05.10.1902, — 7-го участка) Среднеазиатской железной дороги.
Участник Русско-японской войны. 19.02.1904 назначен командиром 1-й роты, отправляющейся на театр военных действий; 28.02.1904 отправился с ротой на Дальний Восток.
С 09.04.1904 — прикомандирован с ротой ко 2-му Заамурскому железнодорожному батальону; 11.05.1904 — зачислен (переведен) в этот же батальон. 01.07.1904 — командирован с ротой в город Ляоян «на работы для надобностей Китайской Восточной железной дороги» (КВЖД).
01.07.1904 — произведен в капитаны Распоряжением начальника военных сообщений Маньчжурской армии был назначен с ротой в состав Главного железнодорожного отряда «для восстановления линий КВЖД при наступлении и для выполнения разного рода спешных работ при постройке КВЖД». За отличия в период Русско-японской войны был награждён пятью орденами.
После войны командовал 12-й ротой 2-го Заамурского железнодорожного батальона (Харбин) Заамурской железнодорожной бригады, — временно командовал батальоном, был председателем суда общества офицеров батальона; в начале 1908 года Заамурская железнодорожная бригада была включена в состав войск Отдельного корпуса пограничной стражи (ОКПС).
02.05.1908 — произведен в подполковники, с переводом в 1-й Заамурский железнодорожный батальон той же бригады; назначен заведующим хозяйством батальона.
12.08.1908 — прикомандирован ко 2-му Заамурскому железнодорожному батальону той же бригады, назначен помощником командира батальона; 21.09.1908 — переведен во 2-й Заамурский железнодорожный батальон, назначен председателем батальонного суда. С апреля по август 1909 года был начальником лагерного сбора. В марте-апреле 1910 года — временно командовал батальоном. С 14.10.1910 — заведующий хозяйством батальона и, с 01.11.1910, — председатель суда общества офицеров. В сентябре 1910 был в командировке в Мукдене, участвовал в закладке памятника русским воинам, павшим в войне с Японией. В июне-августе 1912 года — начальник лагерного сбора.
В сентябре 1912 года 2-й Заамурский железнодорожный батальон переформирован в полк; подполковник Устимович Николай Ильич 01.09.1912 был назначен командиром 2-го батальона 2-го Заамурского железнодорожного полка пограничной стражи.
17.10.1913 — произведен в полковники. Был женат на дочери коллежского советника Марии Александровне Дзюбиной, православного вероисповедания, имел дочерей: Ольгу (родилась 23.04.1891), Нину (род.14.01.1893) и Лидию (род. 09.03.1895); недвижимого имущества семья не имела.
Участник Первой мировой войны. В сентябре 1914 года командир 2-го батальона 2-го Заамурского железнодорожного полка пограничной стражи полковник Устимович был назначен командиром сформированного для действующей армии из кадра Заамурской железнодорожной бригады (переименованной на 1-ю Заамурскую железнодорожную бригаду) 2-го Заамурского железнодорожного батальона в составе 2-й Заамурской железнодорожной бригады, передислоцированной затем на восточно-европейский театр военных действий, — в 1915—1917 годах бригада находилась и действовала на Юго-Западном фронте (на западе Украины), в составе войск, подведомственных начальнику военных сообщений фронта.
За годы Первой мировой войны полковник Устимович был награждён орденом Святого Владимира 3-й степени и мечами к нему, а также был удостоен мечей и банта к имеющемуся ордену Святой Анны 3-й степени. В сентябре 1917 года он был назначен командующим 2-й Заамурской железнодорожной бригадой, с зачислением по железнодорожным войскам.
По некоторым данным, в 1918 году Николай Ильич Устимович служил в армии Украинской державы.
Погиб в 1918 году.

## Награды
- Бухарский орден Восходящей звезды — серебряный, 1-й степени (26.05.1894)
- Орден Святого Станислава 3-й степени (ВП от 14.05.1896)
- Медаль «В память царствования императора Александра III» (17.01.1897)
- Медаль «В память коронации Императора Николая II» (27.08.1897)
- Бухарский орден Восходящей звезды — золотой, 3-й степени (24.11.1903)
- Орден Святой Анны 3-й степени (07.03.1905; утв. ВП от 18.12.1905)
- Орден Святого Станислава 2-й степени с мечами (30.05.1905; утв. ВП от 26.03.1906)
- Орден Святой Анны 2-й степени с мечами (16.08.1905; утв. ВП от 17.03.1907)
- Орден Святого Владимира 4-й степени (19.08.1905; утв. ВП от 12.03.1906)
- Орден Святой Анны 2-й степени с мечами (16.08.1905; утв. ВП от 17.03.1907)
- Мечи и бант к ордену Святого Владимира 4-й степени (06.01.1906; утв. ВП от 13.04.1907)
- Медаль «В память русско-японской войны» (12.12.1907)
- Японский орден Священного сокровища 3-й степени (08.05.1911)
- Медаль «В память 300-летия царствования дома Романовых» (21.02.1913)
- Орден Святого Владимира 3-й степени с мечами (ВП от 11.08.1915)
- Мечи и бант к ордену Святой Анны 3-й степени (ВП от 03.10.1916)
- Мечи к ордену Святого Владимира 3-й степени (ВП от 21.11.1916)

## Комментарии

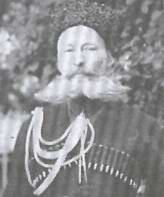
Фрагмент фотографии полковника Зеленевского (1918 год), ошибочно принятый Википедией за фотографическое изображение Николая Ильича Устимовича.

- К биографии полковника Николая Ильича Устимовича иногда ошибочно приписывают эпизоды из биографий его однофамильцев, офицеров Русской императорской армии, служивших в 1918 году в Киеве, в армии Украинской державы, — генерала Юрия Устимо́вича (начальника конвоя гетмана Скоропадского); полковника Александра Сахно́-Устимо́вича (старшего адъютанта гетмана); полковника Ивана Полтавца (наказного атамана «Вольного казачества» и генерального писаря), а также полковников, имевших, как и Николай Ильич Устимович, большие светлые бороды, — Игнатия Зеленевского и Александра Астафьева.
- Кроме того, Николая Ильича Устимовича, включённого в 1908 году в списки чинов Отдельного корпуса пограничной стражи (ОКПС), иногда путают с его однофамильцем (возможно — родным братом-погодком), потомственным дворянином Московской губернии, офицером-пограничником, ротмистром ОКПС Александром Ильичом Устимо́вичем[14] (1866—1919), окончившим Оренбургскую военную прогимназию и в 1889 году Тифлисское пехотное юнкерское училище, служившим в Туркестане (с 28.02.1897 — в ОКПС)[15]; 16.01.1914 он был уволен от службы подполковником[16], с зачислением в пешее ополчение по Закаспийской области, затем 25.08.1914 призван по мобилизации из отставки на службу; участвовал в Первой мировой войне с 17.03.1915 (в 1915 году был награждён орденом Святого Станислава 2-й степени), — воевал на Юго-Западном фронте, с 31.03.1916 он — командир 2-го батальона 450-го пехотного Змиевского полка 113-й пехотной дивизии (03.08.1916 был ранен), с 19.12.1916 — прикомандирован к 451-му пехотному Пирятинскому полку той же 113-й пехотной дивизии[17].